# Rachid Alioui
Rachid Alioui (La Rochelle, 18 de junho de 1992) é um futebolista profissional marroquino que atua como atacante.

## Carreira
Rachid Alioui fez parte do elenco da Seleção Marroquina de Futebol na Campeonato Africano das Nações de 2017.